# 이관징
이관징(1618년 ~ 1695년)은 조선 후기의 문신으로 본관은 연안, 호는 근옹, 자는 국빈이었다. 남인이었으나 당색에 구애받지 않아서 서인과 남인 모두에게 신뢰가 두터웠다.

## 생애
현종 때인 1661년에 문과에 급제해서 지평, 정언을 하였고 장령을 거쳐 다시 정언이 되었다. 이후 장령, 문학, 헌납을 거쳐 다시 장령이 되고 종성부사를 거쳐 1672년, 동부승지가 되며 당상관이 되었다. 이후 경상도관찰사로 외직에 나갔다가 승지로 참찬관을 겸하며 내직에 복귀, 대사성을 거쳐 대사간, 우승지, 이조참판을 한 뒤에 대사헌이 되고 도승지를 거쳐 다시 대사헌, 대사성을 거쳐 강화유수로 나갔다가 대사헌을 거쳐 형조판서가 되고 곧 한성부판윤을 거쳐 예조판서가 되었다. 이후 동지중추부사로 나갔다가 경신환국이 일어났어도 화를 입지 않아서 한성부판윤, 지의금부사를 하며 원접사로 중국에 다녀오기도 한다. 기사환국 이후 예조판서가 되고 우참찬, 좌참찬, 이조판서를 거쳐 예조판서로 제조, 좌빈객을 겸했고 다시 우참찬, 좌참찬, 예조판서, 이조판서를 하다가 판중추부사로 물러나고 봉조하로 퇴직하지만 1694년, 갑술환국으로 삭출된다.